# Crazy Pictures
Crazy Pictures är ett filmkollektiv från Norrköping startat 2008. De blev först kända för sin kortfilmsserie på Youtube, Poesi för fiskar, innan långfilmen Den blomstertid nu kommer släpptes på bio midsommarhelgen 2018. Deras andra långfilm, UFO Sweden, från 2022, gavs ut av SF Studios och hade biopremiär i Sverige den 25 december 2022. Crazy Pictures har även gjort reklamfilm, musikvideor och TV-produktion.

## Historik
Under 2010 följde de Sveriges herrlandslag i handboll under ett halvår vilket resulterade i dokumentärserien "Drömmar om guld" som visades i tre delar på TV4 under handbolls-VM 2011. TV-serien "En tavla hemlighet" producerade Crazy Pictures tillsammans med Mediabruket 2012. Den hade premiär på julafton i SVT samma år och gick i 10 delar.
År 2014 gjorde Crazy Pictures tillsammans med Art89 och Thobias Hoffmén mellanaktsfilmen i en av Melodifestivalens deltävlingar.
Crazy Pictures släppte sin första långfilm på bio 2018. Finansieringen av filmen började som gräsrotsfinansiering.
På juldagen 2022 hade långfilmen UFO Sweden biopremiär. Filmen gavs ut av SF Studios och är en sci fi- och äventyrsfilm som utspelar sig i filmkollektivets hemstad Norrköping.

## Filmografi
- 2009 – Nakenlekar
- 2009 – Du ritar fult
- 2010 – Finns det några snälla barn
- 2012 – Den blå mannen
- 2018 – Den blomstertid nu kommer
- 2022 – UFO Sweden

### Poesi för fiskar[4]
- 2010 – Generation krig
- 2010 – Miljön
- 2010 – Negerboll
- 2010 – Tiggaren
- 2010 – Ta mig
- 2010 – Kuken brinner
- 2012 – Övertidskrig
- 2015 – Vaskduellen
- 2015 – Se mig
- 2015 – Happy Ending
- 2015 – De arbetslösa
- 2015 – Singel
- 2015 – Gilla

## Medlemmar
- Albin Pettersson
- Olle Tholén
- Rasmus Råsmark
- Hannes Krantz
- Gustaf Spetz
- Victor Danell

## Produktioner i urval
- 2011 – Drömmar om guld (dokumentär)
- 2012 – En tavlas hemlighet (TV-serie)
- 2013 – Medina - Sista Minuten (musikvideo)
- 2014 – Melodifestivalen Göteborg 2014 (sketch)

## Priser i urval
- 2010 – Årets unga företag (Företagarna i Norrköping)[5]
- 2010 – Årets rookieföretag (Östgöta enskilda bank)[6]
- 2013 – Årets kreatör (Agdagalan)

## Samlingar
- Best of Crazy Pictures[7]